# Palazzo Alchemia
Il Palazzo Alchemia è un palazzo storico di Napoli, ubicato in via Toledo.

## Storia e descrizione
Il palazzo, costruito probabilmente nella seconda metà del XVI secolo  e condizionato in quanto a spazialità dall'impianto a scacchiera dei retrostanti Quartieri Spagnoli, apparteneva nel 1609 a Francesco Marsiglia; mentre nel 1662 era già frazionato tra alcuni proprietari, tra i quali va citato Pietro Alchemia. Dei documenti di pagamento risalenti al 1754 ci consentono di sapere di lavori interni commissionati dal barone Pietro Alchemia (un probabile omonimo nipote del sopracitato) sotto la direzione dell'ingegnere Filippo Fasulo e con la partecipazione del pittore Lorenzo Zecchetella.
Il palazzo si presenta con una facciata di quattro piani (compreso il mezzanino). Il portale seicentesco a bugne lisce precede l'androne ed un primo piccolo cortile, alla cui destra si erge un'esile scala aperta settecentesca con alla base un caratteristico mascherone spegni-torcia in piperno. Un successivo sottopassaggio porta ad un secondo piccolo cortile su vico Figurelle a Montecalvario.
L'edificio, attualmente in buone condizioni conservative, ospita nel piano nobile un hotel di recente costituzione.